# 浦河郡
- 令制国一覧 > 北海道 (令制) > 日高国 > 浦河郡
- 日本 > 北海道 > 日高振興局 > 浦河郡

北海道浦河郡の位置（黄：浦河町）

浦河郡（うらかわぐん）は、北海道（日高国）日高振興局の郡である。
人口11,080人、面積694.3km²、人口密度16人/km²。（2025年6月30日、住民基本台帳人口）
以下の1町を含む。
- 浦河町（うらかわちょう)

## 郡域
1879年（明治12年）に行政区画として発足して以来、郡域は上記1町のまま変更されていない。

## 歴史

### 郡発足までの沿革
室町時代以降、主に東北地方の商人が交易を行っていたと考えられている。
江戸時代に入ると、松前藩の商場知行制および場所請負制による浦川場所（会所）が荻伏地区に開かれている。浦川の名はこの時、今の元浦川（アイヌ語でウララペッ＝霧深い川の意味）にちなんで名付けられた。陸上交通は、渡島国の箱館から道東や千島国方面に至る道（浦河以西は国道235号の、浦河以東は国道336号の前身）が通じていた。1669年（寛文9年）松前藩の将、佐藤権左衛門が、現在の浦河神社社務所付近に小祠を建立、金刀比羅宮の御分霊を奉斎。1700年（元禄13年）松前藩が幕府に呈上した元禄御国絵図には「浦川」と記載されている。 
江戸時代後期、浦河郡域は東蝦夷地に属していた。国防のため1799年（寛政11年）浦河郡域は天領とされ浦川場所も今の浦河市街に移される。享和元年8月15日浦河場所請負人佐野嘉右衛門が稲荷大明神を祀る小祠を建立。文化4年南部藩家臣一戸政尹が厳島神社の御分霊（天女宮）を祀る小祠を建立。文政4年に浦河郡域は一旦松前藩領に復した。1842年（天保13年）には漁場支配人近江屋周介が、三つの祠を合祀し浦河神社の前身の稲荷神社となる（昭和6年、浦河神社に改称）。安政2年浦河郡域は再び天領となり仙台藩が警固をおこなった。1858年（安政5年）幕府牧場掛、新家鉄作により、元浦川東岸に馬牧が開設される。戊辰戦争（箱館戦争）終結直後の1869年、大宝律令の国郡里制を踏襲して浦河郡（20村）が置かれた（この時、浦川から浦河となった）。

### 郡発足以降の沿革
- 明治2年

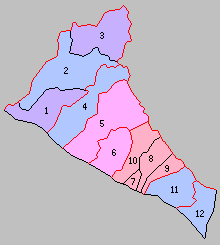
北海道一・二級町村制施行時の浦河郡の町村（7.浦河町 8.西舎村 9.杵臼村 10.荻伏村 赤：浦河町）

  - 8月15日（1869年9月20日） - 北海道で国郡里制が施行され、日高国および浦河郡が設置される。開拓使が管轄。
  - 8月28日（1869年10月3日） - 鹿児島藩の領地となる（北海道の分領支配）。
- 明治4年8月20日（1871年10月4日） - 廃藩置県により再び開拓使の管轄となる。
- 明治5年
  - 4月9日（1872年5月15日） - 全国一律に戸長・副戸長を設置（大区小区制）。
  - 10月10日（1872年11月10日） - 4月に設置された区を大区と改称し、その下に旧来の町村をいくつかまとめて小区を設置（大区小区制）。
- 明治9年（1876年）9月 - 従来開拓使において随意定めた大小区画を廃し、新たに全道を30の大区に分ち、大区の下に166の小区を設けた。

- 第23大区
  - 1小区 ： 浦河村、向別村、茅実村、宜保村、鱗別村、蹈牛村、後鞆村
  - 2小区 ： 問民村、透消村、開深村、居壁村、姉茶村、野深村、荻伏村
  - 3小区 ：塘沸村、西舎村、杵臼村、可礼村、富菜村、原遠村

- 明治12年（1879年）7月23日 - 郡区町村編制法の北海道での施行により、行政区画としての浦河郡が発足。
- 明治13年（1880年）3月 - 浦河郡外十郡役所（浦河三石様似幌泉広尾当縁十勝中川河西河東上川郡役所）の管轄となる。
- 明治15年（1882年）- 浦河村から井寒台村と後邊戸村が分離して独立。また下記の村をそれぞれ編入および合併。

・茅実村、宜保村、鱗別村→浦河村

・蹈牛村→後鞆村

・問民村→荻伏村

・透消村→姉茶村

・開深村→後邊戸村

・居壁村→野深村

・塘沸村（一部）、原遠村（一部）→幌別村

・可礼村、塘沸村（一部）→西舎村

・富菜村、原遠村（一部）→杵臼村
- 明治15年（1882年）2月8日 - 廃使置県により札幌県の管轄となる。浦河村（戸長役場所在地）、向別村、井寒台村、後邊戸村、荻伏村、姉茶村、野深村、幌別村、西舎村、杵臼村、後鞆村の11村が存在した。
- 明治19年（1886年）1月26日 - 廃県置庁により北海道庁札幌本庁の管轄となる。
- 明治20年（1888年）6月 - 浦河郡外六郡役所（浦河三石様似幌泉沙流新冠静内郡役所）の管轄となる。
- 明治30年（ 1897年）11月5日 - 郡役所が廃止され、浦河支庁の管轄となる。
- 明治35年（1902年）4月1日 - 北海道二級町村制の施行により、以下の町村が発足。（1町3村）
  - 浦河町（二級村） ← 浦河村、後鞆村、向別村、井寒台村（現存）
  - 西舎村（二級村） ← 西舎村、幌別村［一部］（現・浦河町）
  - 杵臼村（二級村） ← 杵臼村、幌別村［一部］（現・浦河町）
  - 荻伏村（二級村） ← 荻伏村、姉茶村、野深村、後邊戸村（現・浦河町）
- 大正4年（1915年）4月1日 - 西舎村・杵臼村が浦河町に編入、浦河町が北海道一級町村制を施行。（1町1村）
- 昭和7年（1932年）8月15日 - 浦河支庁が改称して日高支庁となる。
- 昭和18年（1943年）6月1日 - 北海道一・二級町村制が廃止され、北海道で町村制を施行。二級町村は指定町村となる。
- 昭和21年（1946年）10月5日 - 指定町村を廃止。
- 昭和22年（1947年）5月3日 - 地方自治法の施行により北海道日高支庁の管轄となる。
- 昭和31年（1956年）9月30日 - 荻伏村が浦河町に編入。（1町）
- 平成22年（2010年）4月1日 - 日高支庁が廃止され、日高振興局の管轄となる。